# Erwin Marx
Erwin Alexander Marx (* 16. Januar 1841 in Dresden; † 29. Januar 1901 in Darmstadt) war ein deutscher Architekt und Hochschullehrer.

## Leben
Erwin Marx erhielt am 19. Juli 1864 das Bürgerrecht der Stadt Dresden. Marx schloss sein Studium am 13. Oktober 1870 mit der Diplomurkunde als „geprüfter Baumeister“ ab. Danach arbeitete er als Landbauinspektor im sächsischen Staatsdienst in Dresden. Aus dieser Funktion wurde er am 29. August 1873 auf die dritte Professur für Architektur an der Polytechnischen Schule Darmstadt berufen. Die Erweiterung der Architekturfakultät war eine späte Folge der zunehmenden Bautätigkeit der Gründerzeit, allerdings belief sich die Zahl der Studierenden in dieser Zeit auf wenige Dutzend.
Mit der 1877 erfolgten Umwandlung der Polytechnischen Schule in eine Technische Hochschule wurde auch die Architektenausbildung intensiviert. Im Studienprogramm wurde großen Wert auf umfangreiche Kenntnisse u. a. der Kunst- und Baugeschichte sowie historischer Baukonstruktionen gelegt.
Marx war in den späten 1880er und frühen 1890er Jahren (Mit-)Autor einiger Teilbände des Handbuchs der Architektur, das zwischen 1880 und 1943 u. a. von seinem Darmstädter Kollegen Heinrich Wagner (mit)herausgegeben wurde.
Infolge des Aufschwungs der Technischen Hochschule in den 1880er Jahren, die durch die Einrichtung des ersten Lehrstuhls für Elektrotechnik (Erasmus Kittler) begründet war, wurde eine bauliche Erweiterung an einem anderen Standort erforderlich. Erwin Marx erhielt den Auftrag, die beiden Institutsgebäude für Elektrotechnik / Physik sowie Chemie auf der Nordseite der Hochschulstraße zu entwerfen und auszuführen. Auf der gegenüberliegenden Seite errichtete Heinrich Wagner das Hauptgebäude (heute „Altes Hauptgebäude“).
Der erste Spatenstich zu dem gesamten Gebäudekomplex erfolgte am 28. Februar 1893. Die beiden Institutsgebäude von Marx wurden im Januar 1895 bzw. zu Ostern 1896 (Chemiegebäude) bezogen. Die Institutsgebäude bestanden in ihrer ursprünglichen Form aus zwei vollständig voneinander getrennten Baukörpern. Durch die unterschiedliche Gestaltung der beiden Baukörper gegenüber dem symmetrischen Entwurf des Hauptgebäudes von Wagner entstand eine gewisse Auflockerung der Gesamtanlage. Die Baukosten der Gesamtanlage einschließlich der Nebengebäude und der Grundstückskosten beliefen sich auf über 2,6 Millionen Mark.
Erwin Marx war mehrfach Dekan der Architekturfakultät (1879–1883, 1889–1895, 1897–1898) und 1886/1887 Rektor der Hochschule. Am 28. Oktober 1895, dem Tag der Einweihung der neuen Institutsgebäude, wurde er wegen seiner Verdienste um diese Neubauten zum Geheimen Baurat ernannt.
Marx beteiligte sich an den Entwürfen für die notwendig gewordene erneute Erweiterung der Hochschule, erlag jedoch im Januar 1901 einer schweren Krankheit. Als sein Nachfolger wurde 1902 Heinrich Walbe an die Architekturfakultät der Technischen Hochschule Darmstadt berufen.

## Ehrungen
- 12. September 1887: Ritterkreuz I. Klasse des Verdienstordens Philipps des Großmütigen
- 28. Oktober 1895: Geheimer Baurat
- 25. November 1900: Ehrenkreuz des Verdienstordens Philipps des Großmütigen